# AISCEAS
AISCEAS（アイセアス）とは2005年にアンヴィコミュニケーションズの望野和美により提唱された消費者行動モデル。消費者の購買行動の定説とされるAIDMAの法則にインターネット時代の消費者行動を加味したもの。
AISCEASの法則では、消費者がある商品を知って購入に至るまでに次のような7つの段階があるとされる。
1. Attention（認知・注意）
2. Interest（興味・関心）
3. Search（検索）
4. Comparison（比較）
5. Examination（検討）
6. Action（行動）
7. Share（共有）

消費者の購買行動プロセスではAIDMAが有名であるが、AISCEASはインターネットが普及した時代における新しい行動を取り込んだモデルである。

## AIDMAとの比較
AIDMAは消費者の心理・気持ちを説明するモデル。AISASは実際の行動を説明するモデルといえる。
AIDMAから、Desire（欲望）とMemory（記憶）がなくなり、それに代わって3～5番目のプロセスとしてSearch（検索）、Comparison（比較）、Examination（検討）が、Action（購買）後のプロセスとしてShare（情報共有）が追加された。

## 提唱者等
アンヴィコミュニケーションズの望野和美が提唱（宣伝会議2005年5月1日号に掲載）